# Osqledaren
Osqledaren är Tekniska Högskolans studentkårs tidning. Studentkåren började ge ut en tidning vid namn Kårbladet år 1944 för att informera studenterna möten och aktiviteter. Femton år senare, år 1959, döptes tidningen om till Osqledaren. Tidningen har en upplaga på 10 000 exemplar. Den utkommer idag med fyra till sex nummer per år.
Ansvarig utgivare och chefredaktör 2025-2026 är Molly Gidfors Haraldsson. 

## Namnet
Osqledaren är en vitsig kombination av åskledare (studeras inom Elektroteknik på KTH) och beteckningen Osquar för manliga teknologer vid KTH.

## Redaktörslängd
1986: Hans Weinberger
1987: Patrik Hadenius
1988: Peter Nõu
1989: Johan Adolfsson
1990: Cecilia Bergold
1991: Åke Björnwall
1992–1993: Magnus Keijser
1993–1994: Anna Sundström
1994–1995 Robert Ryberg
1995–1996: Jonas Knape
1996–1997: Martin Eriksson
1997–1998: Anna Johansson
1998–1999: Fredrik Aldaeus
1999–2000: Sara Malm
2000–2001: Mikael Salo
2001–2002: Erika Ahlquist
2002–2003: Erik Wahlgren 
2003–2004: Carl Boija
2004–2005: German Bender
2005–2006: Helen Silvander
2006–2007: Dunja Vujovic
2007–2008: Sara Nilsson
2008–2009: Sara Eriksson
2009–2010: Marina Rantanen
2010–2011: Petter Eek
2011–2012: Sara Gabrielsson
2012–2013: Axel Hammarbäck
2013–2014: Hugi Ásgeirsson
2014–2015: Martin Barksten
2015–2016: Tania Christensen
2016–2017: Ariel Blomqvist Rova
2017–2018: Robin Kammerlander
2018–2019: Simon Sundin
2019–2020: Simon Sundin & Robin Kammerlander
2020–2021: Cornelia Thane
2021–2022: Carl Housten
2022–2023: Benjamin Javitz
2023–2024: Raquel Frescia
2024–2025: vakant
2025–2026: Molly Gidfors Haraldsson